# Lamium caucasicum
Lamium caucasicum là một loài thực vật có hoa trong họ Hoa môi. Loài này được Grossh. mô tả khoa học đầu tiên năm 1944.